# Departamentul Atlántico
Atlántico este un departament al Columbiei cu reședință în Barranquilla. Are o populație de 2.166.156 de locuitori și suprafață de 3.319 km². Numele său provine de la Oceanul Atlantic.